# Djaafra

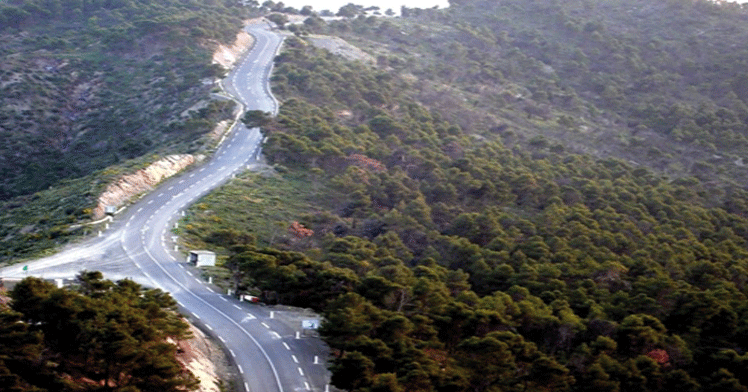
chemin de montagne wilayal n° 43 en direction de Colla

Djaafra (en arabe algérien: جعافرة ; At Ǧaεfṛa en kabyle) est une commune de la wilaya de Bordj Bou Arreridj dans la région de Petite Kabylie en Algérie. 

## Géographie
Elle est située au nord de la wilaya de Bordj Bou Arreridj dans la chaîne des Bibans et est entourée des communes de El Main, Colla, Tefreg et de la commune d'Ighil Ali qui se situe dans la Wilaya de Béjaïa.

## Relief
Perché sur un sommet à l'altitude 1460 mètres une belle sommet de tafighout, le village de Djaâfra est le plus haut de tous les villages de Kabylie.avec une foret des pins mirabout couvrant ces montagnes.

### Situation
La commune de Djaâfra est située à 32 km au Nord de la wilaya de Bordj Bou Arreridj
| Aït R'zine | Tamokra | El Main    |
| Ighil Ali  | Djaafra | Tefreg     |
| Colla      | Colla   | Tassameurt |

## Histoire
Durant l'Algérie française, Djaafra était un douar (fraction de la tribu des Beni-Yadel) sur le nom Cantila centre militaire et détention et serviellience (post avancée militaire de son chef conto) de la commune mixte des Bibans dans l'arrondissement de Sétif (Département de Constantine). Le tessus avant est un lac rassemblée d'eaux son nom majen en kabyle